# Joseph Thaddäus Winnerl

Joseph Thaddäus Winnerl (1799–1886)

Joseph Thaddäus Winnerl (* 25. Januar 1799 in Mureck in der Steiermark; † 27. Januar 1886 in Paris) war ein österreichischer Uhrmacher und Chronometermacher.
Nach einer Uhrmacherlehre in Graz arbeitete er in Norddeutschland und bei Urban Jürgensen in Kopenhagen, schließlich ab 1829 bei Breguet in Paris. Dort erfand er 1831 auch das erste Chronoskop, eine Taschenuhr, deren Sekundenzeiger sich unabhängig vom Uhrwerk beliebig anhalten und wieder starten ließ. Ein Jahr darauf machte er sich mit einem Geschäft selbständig und fertigte Marinechronometer, Präzisionstaschenuhren und Präzisionspendeluhren.
Um 1838 entwickelte er einen Schleppzeiger-Mechanismus zur Verwendung in Chronographen, später konstruierte er die erste Pendeluhr mit elektrischem Kontakt. Ferdinand Adolph Lange arbeitete vier Jahre bis 1840 für Winnerl in Paris.
Winnerl war von 1859 bis 1870 Stadtverordneter von Paris.